# Kanton Limonest
Kanton Limonest (francouzsky Canton de Limonest) je francouzský kanton v departementu Rhône v regionu Rhône-Alpes. Tvoří ho devět obcí.

## Obce kantonu
- Chasselay
- Les Chères
- Civrieux-d'Azergues
- Collonges-au-Mont-d'Or
- Limonest
- Lissieu
- Marcilly-d'Azergues
- Saint-Cyr-au-Mont-d'Or
- Saint-Didier-au-Mont-d'Or